# ۱۰۷۱ (خورشیدی)
۱۰۷۱ هزار و هفتادمین سال هجری خورشیدی است.